# V.

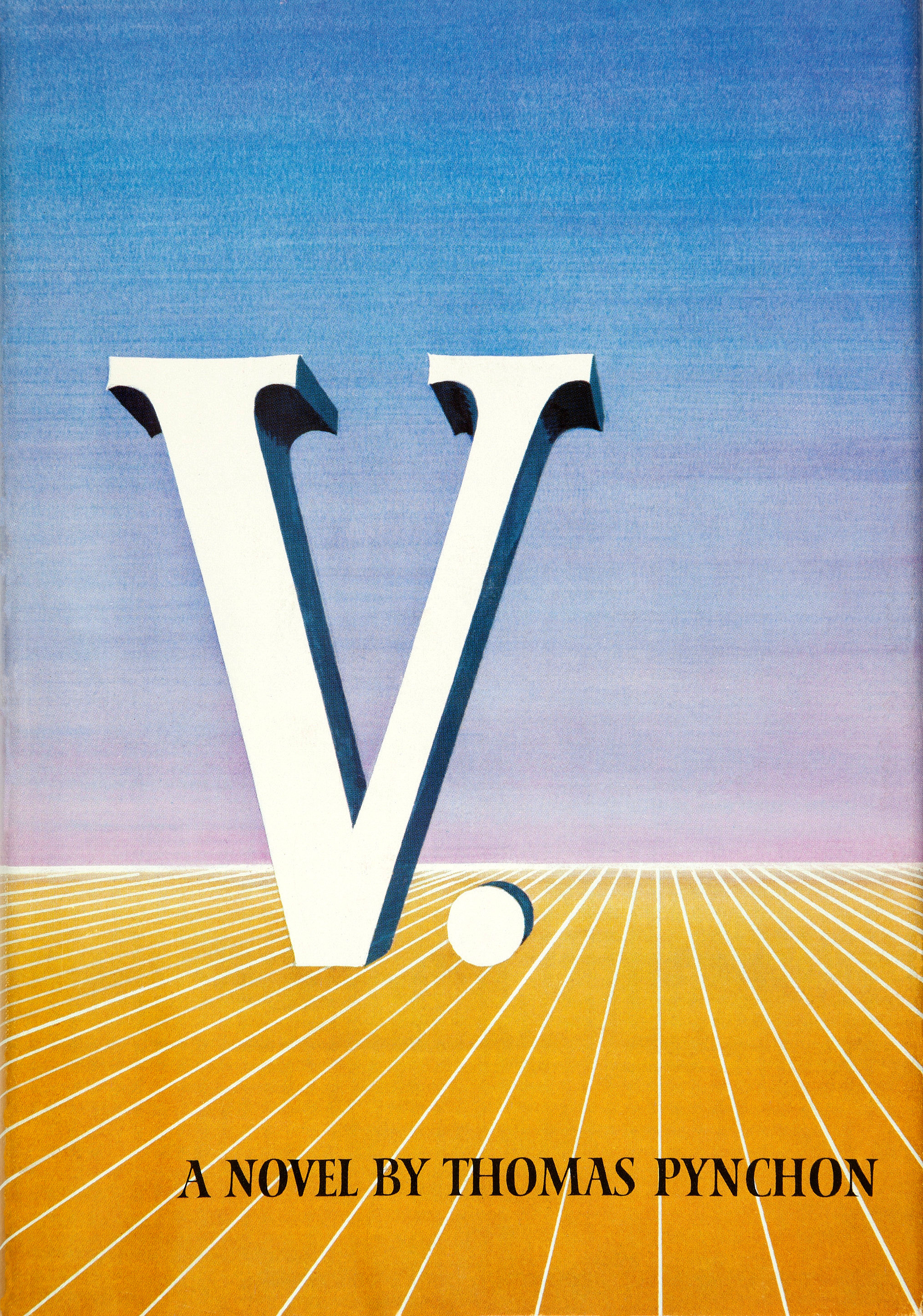

《V.》(브이.)는 토머스 핀천의 첫 장편 소설이다. 유럽 역사를 거쳐 등장하는 '브이.'라는 존재의 정체를 파헤치려는 허버트 스텐실의 노력을 그린 작품이다.
《V.》는 수많은 등장인물과 다양한 시간적, 공간적 배경을 가지고 있지만 테마의 축을 이루는 것은 20세기 초반의 '역사의 비인간화'를 상징하는 여러 역사적 사건과 이들 사건 속에 관찰자로서 계속 등장하는 '브이.'라는 여인(?)의 관계를 밝히려는 스텐실의 노력이다. 꽤 취약한 인과관계(브이. 라는 이니셜) 속에서 연관성을 찾아내려는 스텐실의 노력은 소설의 또 하나의 테마를 보여 주는데 그것은 역사 혹은 인간의 존재에 패턴 혹은 계획이 존재하는가 혹은 모든 사건이 서로 무관한 것인가 하는 것이다.
이러한 스텐실의 노력에 대비되는 것이 기계치인 베니 프로페인(프로페인은 '불경스런'이라는 의미)의 폐인과 같은 삶이다. 그는 다른 사람들의 삶에서의 비인간화를 경계하면서도, 그 치명적 영향을 두려워하여 인간적 접촉과 그에 수반한 감정을 거부한다.

## 다른 작품들과의 관계
- '브이.'는 핀천 소설의 주요 소재인 '음모론', '엔트로피'를 매우 직접적으로 다루고 있다.
- 베니 프로페인이 겪는 여자 문제들은 '중력의 무지개'의 슬로쓰롭의 더욱 커다란 문제의 전주이다.
- 인간의 기계화에 대한 주제는 여러 다른 작품들에서 다루어진 바 있다. 그중의 한 예가 기계 인간이 되기 위해서 긴 여행을 떠나는 은하철도 999이다.

## 인용구
그래, 우린 (우리 여자들은) 모두 창녀들이야. 너희들이 무엇을 바라건 간에 우리 가격은 골라잡아 하나라구. 지불할 수 있겠어? 꾸미지 않은 머리와 꾸미지 않은 마음?— 레이철 오울글래스

## 장별 요약
1. 폐인이자 인간 요요 프로페인 나락으로 떨어지다.
  - 1955년, 23살 먹은 가톨릭 신자이자 유대인인 해군 출신의 베니 프로페인이 버지니아주 노포크에 도착하여 옛 동료들과 조우하다. 술에 취해 일주일간을 보낸 그는 어쩌다 보니 파올라 마이즈스트랄의 생활을 책임지게 되고 뉴욕으로 자리를 옮겨 피나 멘도자를 만나 하수구의 악어들을 처리하는 일을 맡게 되다. 프로페인은 1954년 여름 캣스킬에서 잠시 사귀었던 레이첼 아울글래스와 다시 만나지 않길 바라고 있다.
2. 심히 병든 패거리들
  - 레이철 오울글래스는 쇼엔메이커에게 가서 친구 에스더의 성형수술비를 지불한다. 그날 저녁 그녀는 파티에서 스텐실과 마주치고 여기서 우리는 '브이.'를 추적하는 스텐실의 노력에 대해 처음 알게 된다. 스텐실은 쇼엔메이커에게 관심을 보이고 우리는 '심히 병든 패거리들'의 회원들을 소개받는다. 파티가 끝나가는 동안 색소폰 연주자 맥클린틱 스피어는 '브이 노트'에서 연주를 하고 청중 중에는 파올라 마이즈스트랄과 '심히 병든 패거리들' 회원 3명이 있다.
3. 빠른 변장의 명수 스텐실 8명의 역할을 해내다
  - 이 장은 짧은 도입부와 8개의 이야기로 구성되어 있고 각각의 이야기에서 스텐실은 다른 인물의 역할로 등장한다. 1898년 알렉산드리아의 카페 종업원 P. 아이얼로서 그는 두 영국인의 만남을 엿듣는다. 그들은 포펜타인과 그 동료 굿펠로우로서 아이얼은 그들이 나누는 이야기로부터 여러 시나리오를 상상해낸다.
  - 그의 두 번째 역할은 오스트리아 대사관의 파티 시중을 드는 유세프이다. 유세프는 나일 계곡에서 벌어지고 있는 영국과 프랑스의 외교적 마찰을 알고 있다. 파티에는 포펜타인과 굿펠로우가 참석하고 있다. 이 두사람과 파란 안경을 쓴 사나이 사이에는 어떤 음모가 존재하는 듯하다. 파티에는 빅토리아 렌과 그의 아버지 그리고 그녀의 동생 밀드레드가 참석하고 있다.
4. 에스더 코를 고치다
5. 스텐실 악어들과 함께 서쪽으로 갈 뻔하다.
6. 프로페인 지상으로 올라오다
7. 그녀는 서쪽 벽에 걸려 있다
8. 레이철은 요요를 돌려 받고, 루니는 노래를 하고, 스텐실을 치클리츠를 방문하다
9. 몬다우겐의 이야기
10. 다양한 세트의 젊은이들이 함께 하다
11. 파우스토 마이즈스트랄의 고백
12. 상황이 그다지 유쾌하지 못하다
13. 요요 끈은 정신의 상태였던 것으로 판명되다
14. 사랑에 빠진 브이.
15. 사하
16. 발레타
17. 에필로그 : 1919

## 배경
- 1955년 버지니아 노포크, 뉴욕 맨해튼
- 1898년 카이로/알렉산드리아
- 1899년 이탈리아 플로렌스
- 1922년 수드웨스트(나미비아), 남아공
- 1942년/1955년/1919년 말타
- 1913년 이탈리아 피렌체